# Петронии
Петрониите (на латински: Petronii) са значима фамилия (gens Petronia) в Древен Рим.
Фамилията изглежда не e от римски, a от етруски, умбрииски или сабински произход. Намерени са надгробни камъни с етруското име „Петруни“. Жените носят името Петрония.
Известни от фамилията:
- Петроний (сабиниец) взел с откуп книгите на Сибила от пазача им Атилий и ги преписал; през 495 пр.н.е. ги ползват от сената за освещаването на храмовете на Либер (Liber), Либера (Libera) и Церера.
- К. Петроний, през 156 пр.н.е. e изпратен в Азия, за да изследва колесниците на царете на Пергамон и Витиния.
- Петроний, между заговорниците срещу Цезар. Той бяга през 41 пр.н.е. заедно с други заговорници в Ефес, след това e осъден за директно участие в убийството на Цезар през 44 пр.н.е.

Клонове на фамилията: Петронии Турпилиани  (Petronii Turpiliani), Петронии Нигри (Petronii Nigri), Петронии Умбри(ни) (Petronii Umbri(ni)), Петронии Мамертини  (Petronii Mamertini), Петронии Пробиани) (Petronii Probi(ani).
Петронии, роднини на император – между близките роднини на императорите се намират членове на фамилията, един става император:
- Петроний Дидий Север, баща на император Дидий Юлиан (* 133 в Милано, † 193)
- М. Петроний Сура, зет на император Марк Аврелий (121-180) (= PIR² P 311)
- Петроний Антонин, внук на император Марк Аврелий (121-180) (= PIR² P 272), син на М. П. Сура
- Петроний, тъст на император Валенс (364-378)
- Петроний Максим (* 396, † 455), западноримски император 455 г.

Други известни:
- Гай Петроний, префект на Египет 25/24-22/21 пр.н.е.
- Публий Петроний (авгур), суфектконсул 19 г., написал lex Iunia Petronia (Lex Petronia)
  - Петрония (съпруга на Вителий)
    - Сервий Корнелий Долабела Петрониан, консул 86 г.
- Тит Петроний Арбитер, автор на „Сатирикон“ от времето на Нерон
- Гай Петроний Понтий Нигрин, консул 37 г.
- Авъл Петроний Луркон, суфектконсул 58 г.
- Публий Петроний Нигер, суфектконсул 62 г.
- Петрония Магна, богата дама в Египет през 88 г.
- Тит Петроний, древноримски автор (+ 66 г.)
- Тит Петроний Секунд, управител на Египет 92-93 г.
- Фалтония Бетиция Проба (315 - 366 г.), дъщеря на Петроний Пробиан (консул 322 г.), римска християнска поетеса
- Аниция Фалтония Проба († 432 г.), римска и християнска поетеса
- Секст Клавдий Петроний Проб, консул 371 г.
- Аниций Петроний Проб, консул 406 г.
- Петроний Пробин (консул 489 г.)
- Руфий Петроний Никомах Цетег, консул 504 г.

- Петроний, центурион от Евангелието